# Eucereon dentatum
Eucereon dentatum là một loài bướm đêm thuộc phân họ Arctiinae, họ Erebidae.